# Palazzo Verbania
Palazzo Verbania è un edificio in stile liberty situato sul lungolago di Luino, nella provincia di Varese, in Lombardia.
Dal 2019, dopo un restauro conservativo, è adibito a polo culturale e vi sono conservati gli archivi del poeta Vittorio Sereni e dello scrittore Piero Chiara, entrambi originari di Luino e l'ufficio turistico Infopoint . 

## Storia
L'edificio fu progettato nel 1904 e costruito nel 1905 come Kursaal, ossia salone per ristorante, cene, feste, balli e banchetti. Disegnato dall'architetto Giuseppe Petrolo (Luino, 1872-1953), si presentava in origine con una veste liberty aggiornata, elaborata sui modelli mitteleuropei, in particolar modo viennesi, che a Luino circolavano grazie alla presenza di numerose famiglie di imprenditori e industriali di origine svizzera, quali gli Hussy, i Walty e gli Steiner. Nel 1927, lo stesso architetto fu chiamato ad ampliare il fabbricato, che prese il nome di albergo Verbania, modificandone sostanzialmente l'aspetto estetico.
L'albergo cessò l'attività nel 1971 e quattro anni più tardi, nel 1975, l'edificio venne adibito a centro culturale. La prima mostra allestita fu dedicata alla figura del pittore Bernardino Luini, che allora si riteneva originario della città. Dal 2019 palazzo Verbania, dopo una campagna di restauro conservativo, ospita, accanto a esposizioni a rotazione e convegni, l'archivio di Vittorio Sereni e l'archivio di Piero Chiara.